# Darkov
Darkov (auch Lázně [Bad] Darkov; deutsch Darkau, polnisch Darków) ist ein Ortsteil und ein Kurort der Stadt Karviná im Okres Karviná in Tschechien. Darkov liegt im Ostrauer Becken, Kilometer südlich des Stadtzentrums von Fryštát, auf beiden Ufern der Olsa.

## Geschichte
Im Liber fundationis episcopatus Vratislaviensis (Zehntregister des Bistums Breslau) wurde gleich nach Frienstad in Ray (=in der Umgebung der Stadt Freistadt) item in Bertholdi villa debent esse XLV mansi erwähnt, also ein großes (=gut entwickeltes, älteres) Dorf mit 45 Hufen, erwähnt. Der im Jahr 1447 erstmals erwähnte (relativ spät) besitzanzeigende Ortsname Darkow wurde vom anderen Personennamen Darek (Diminutivform von Bożydar, Bogodar usw.) abgeleitet, aber es wurde heute weithin von Forschern akzeptiert, dass er nur der neue Name von Bertholdi villa war. Nach Walter Kuhn, einem eifrigen Forscher des Deutschtums im Teschener Schlesien wurde Darków noch im Urbar aus dem Jahr 1571 mit dem Namen Bertoldsdorff und Bertelsdorff bezeichnet und es soll ein Teil der Freistädter deutschen Sprachinsel im Mittelalter gewesen sein, die acht Dörfern umfasste.
Seit 1327 bestand das Herzogtum Teschen als Lehensherrschaft des Königreichs Böhmen, seit 1526 gehörte es zur Habsburgermonarchie. Im Jahre 1573 entstand die Freie Standesherrschaft von Freistadt, der das Dorf unterstand. Nach dem Tod des ersten Besitzers, Wenzel Zikan von Slupska, wurde die Herrschaft in Ray/Roj mit Darkau und Lonkau ausgegliedert, und wurde danach oft in verschiedenen Händen erworben. In der Beschreibung Teschener Schlesiens von Reginald Kneifl im Jahr 1804 (meistens Stand aus dem Jahr 1799) war Darkau, polnisch Darkow, ein Dorf in der Minder-Standesherrschaft Roy im Teschner Kreis. Es hatte 38 Häuser mit 200 schlesisch-polnischen Einwohnern.
Nach der Aufhebung der Patrimonialherrschaften bildete Darkau ab 1850 eine Gemeinde in Österreichisch-Schlesien, Bezirk Teschen und ab 1868 im Bezirk Freistadt. Derweil nahm die ethnographische Gruppe der schlesischen Lachen (Untergruppe der Schlesier) deutliche Gestalt an, wohnhaft auch in Darkau, traditionell Teschener Mundarten sprechend.

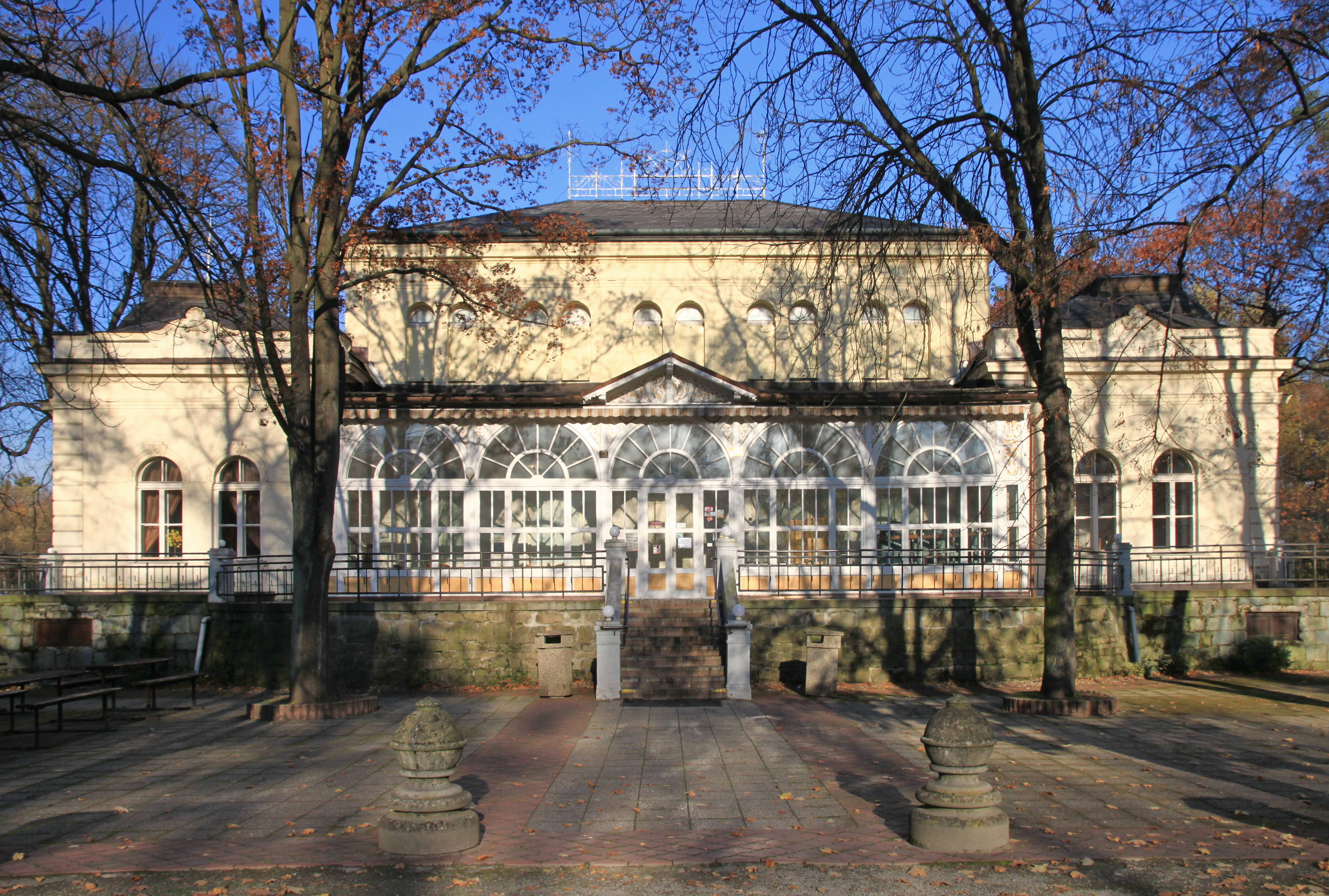
Kurhaus aus 1901

Im Jahr 1862 wurden iod- und bromhaltigen Wässer entdeckt. Drei Jahre später wurden erste Kurgasthäuser gebaut. Ab 1867/1870 wurde es offiziell ein Kurort und der Abbau von Steinkohle unter dem Dorf verboten. 1884 wurde die Herrschaft Roy von Heinrich Larisch von Moennich, der im neuen monumentalen Schloss Solza residierte, abgekauft.

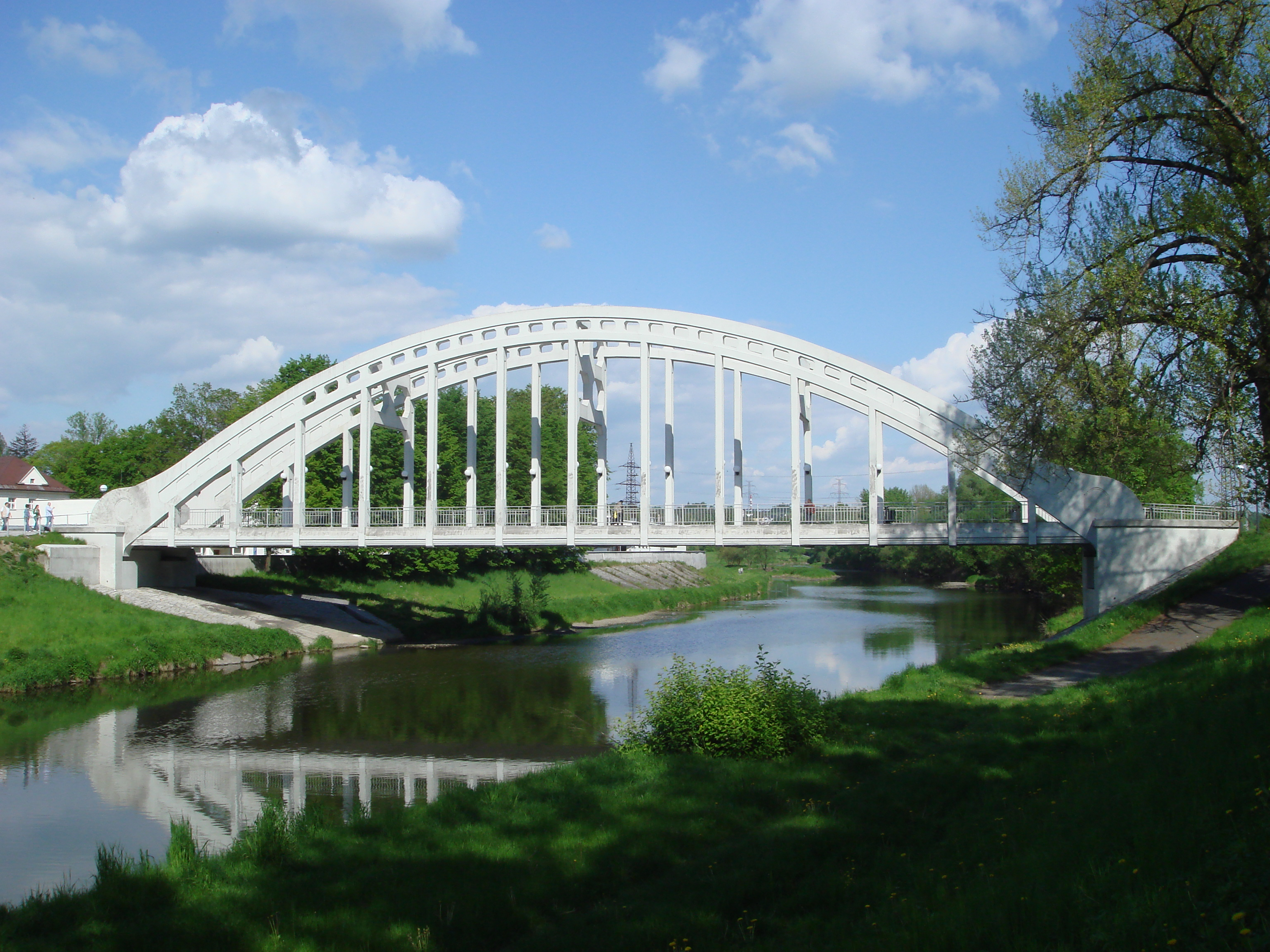
Darkovský most, Brücke an der Olsa

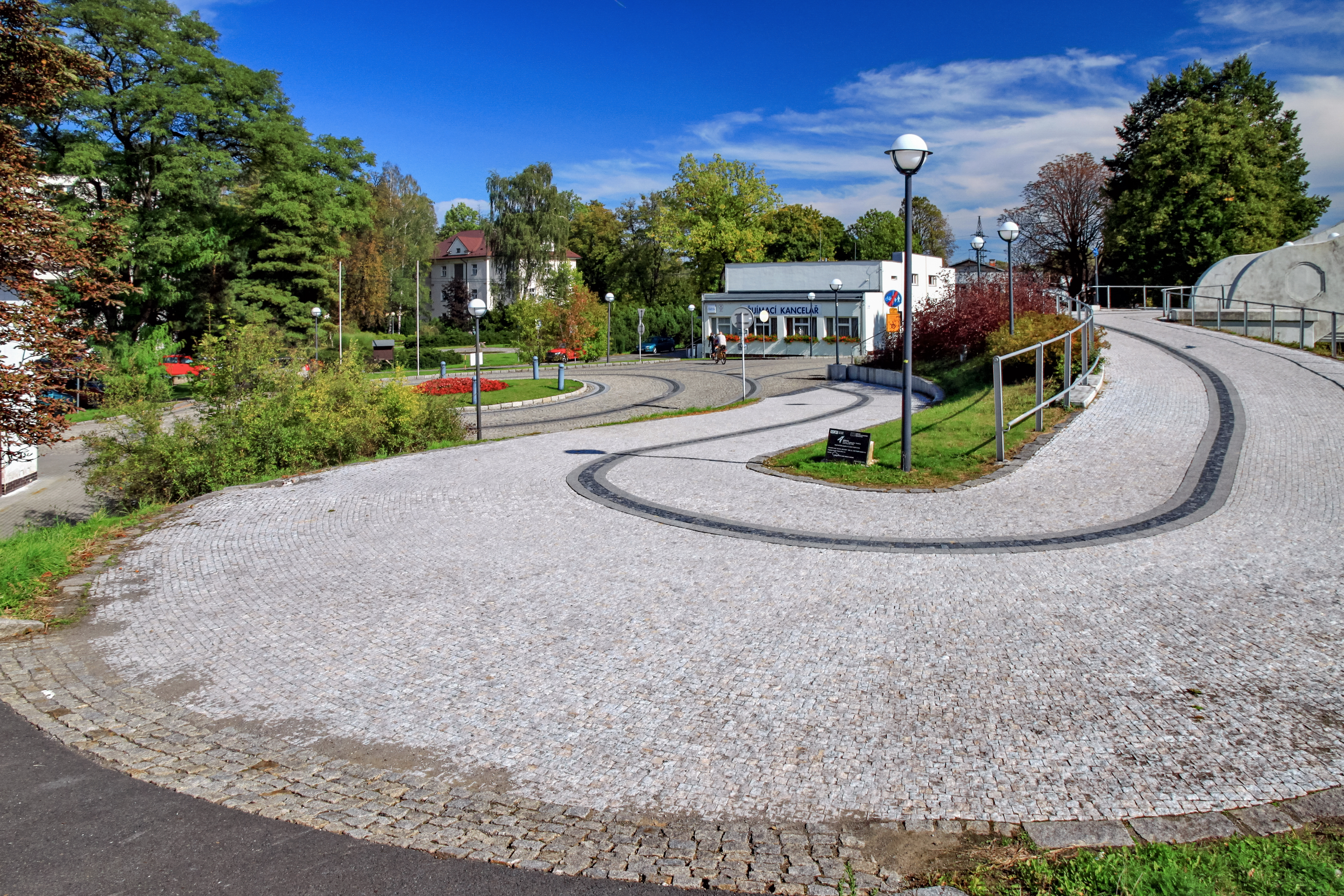
Fahrradweg

1918, nach dem Zusammenbruch der k.u.k. Monarchie, wurde das Gebiet von Teschen strittig. Am 5. November laut dem Vergleich zwischen polnischen und tschechischen Nationalräten wurde Darków ein Teil Polens. Die tschechoslowakische Regierung erkannte den Vergleich nicht an. Nach dem Polnisch-Tschechoslowakischen Grenzkrieg, einer nicht verwirklichten Volksabstimmung, sowie der Entscheidung des Botschafterrats der Siegermächte am 28. Juli 1920 wurde der Ort unter dem Namen Darkov ein Teil der Tschechoslowakei und des Bezirks Karviná. In der Zwischenkriegszeit wurden neue Sanatorium und Eisenbrücke (Darkovský most) gebaut.
1938 wurde Darkov an Polen angeschlossen und kam im Jahre darauf nach der Besetzung Polens zum Deutschen Reich. Während der deutschen Besatzung wurden Karwin, Bad Darkau, Freistadt, Roy und Altstadt im Landkreis Teschen 1944 zur Stadt Karwin-Freistadt vereinigt. Nach dem Zweiten Weltkrieg war Darkov zunächst wieder eigenständig, bis es 1948 erneut nach Karviná und Fryštát eingemeindet wurde.
1972 bis 1982 wurde die moderne Zeche Darkov am südlichen Rand von Darkov in Gang gebracht, was zu neuen Bergschäden und Entvölkerung führte.

### Einwohnerentwicklung
| Jahr       | 1869 | 1880 | 1890 | 1900 | 1910 | 1921 | 1930 | 1950 | 1961 | 1970 | 1980 | 1991 | 2001 |
| ---------- | ---- | ---- | ---- | ---- | ---- | ---- | ---- | ---- | ---- | ---- | ---- | ---- | ---- |
| Einwohnern | 465  | 614  | 1049 | 1461 | 2305 | 2583 | 2718 | 3083 | 3098 | 2607 | 2211 | 1196 | 406  |

1. ↑  Darunter: 598 (97,4 %) polnischsprachig, 11 (1,8 %) deutschsprachig, 5 (0,8 %) tschechischsprachig;
2. ↑  Darunter: 1008 (96,5 %) polnischsprachig, 30 (2,9 %) deutschsprachig, 6 (0,6 %) tschechischsprachig;
3. ↑  Darunter: 1357 (94,8 %) polnischsprachig, 55 (3,9 %) deutschsprachig, 18 (1,3 %) tschechischsprachig;
4. ↑  Darunter: 2181 (96,5 %) polnischsprachig, 73 (3,2 %) deutschsprachig, 7 (0,3 %) tschechischsprachig; 2041 (88,6 %) römisch-katholisch, 223 (9,7 %) evangelisch, 39 (1,7 %);